# Ronald Dworkin
Ronald Myles Dworkin, ameriški politični, pravni filozof in profesor prava, * 11. december 1931, Providence, Rhode Island, ZDA, † 14. februar 2013, London, Anglija. Poleg politične in pravne filozofije je bil poznavalec ameriškega ustavnega prava. Njegova teorija prava, ki interpretira zakone na podlagi moralnih načel, posebno pravice in poštenosti, sodi med najbolj vplivne sodobne teorije o pravu.
Akademsko kariero je zaključil s poučevanjem prava in filozofije na Univerzi v New Yorku in kot profesor pravnih znanosti na University College London (UCL). Pred tem je v svoji dolgi karieri med drugim učil na Yaleu v Connecticutu in na Oxfordu v Angliji, kjer je bil profesor pravnih znanosti in je na tem mestu nasledil Herberta Lionela Harta. Dworkin, ki je zelo veliko prispeval k filozofiji prava kot tudi k politični filozofiji, je leta 2007 prejel mednarodno spominsko nagrado za humanistiko Holberg, ki jo podeljuje norveška vlada. To upravičuje dejstvo, da je bil po raziskavi  The Journal of Legal Studies drugi najbolj citiran pravni učenjak v 20. stoletju, takoj za Richardom Posnerjem.

## Življenje

### Zgodnje življenje in izobrazba
Dworkin se je rodil leta 1931 v mestu Worcester v Massachusettsu v ZDA. Bil je sin Madeline in Davida Dworkina. Visokošolsko izobraževanje je nadaljeval na Univerzi Harvard v Cambridgeu, Massachusetts in na kolidžu Magdalen v Oxfordu, kjer študiral pri angleškem poznavalcu anglosaksonskega prava Rupertom Crossom. Ko je Dworkin opravil zaključne izpite na Oxfordu, so bili ocenjevalci tako navdušeni nad njegovim pisanjem, da so jih dali v branje samemu  katedre Herbertu Lionelu Hartu. Dworkin je nato nadaljeval študij prava na Harvardu in posledično postal pripravnik pri sodniku in pravnemu filozofu Learnedu Handu, ki je Dworkina označil kot najboljšega referenta, ki ga je kdajkoli zaposlil.

### Kariera
Po pripravništvu pri Handu je Dworkin dobil priložnost za delo referenta pri Felixu Frankfurterju, ki je kot svetovalec takratnega predsednika ZDA Franklina Roosevelta dobil mesto na Vrhovnem sodišču Združenih držav Amerike. Kljub temu pa je Dworkin ponudbo zavrnil in se je raje zaposlil pri odvetniški firmi Sullivan&Cromwell v New Yorku. Ko je zapustil pisarno, je postal profesor prava na Yaleu. Leta 1969 je postal glavni profesor pravnih znanosti na University Collegeu v Oxfordu in s tem naledil H. L. A. Harta, ki se je ob svoji upokojitvi osebno zavzel za to, da njegovo mesto zasede prav Dworkin. Tudi na Oxfordu ni ostal dolgo in njegovo naslednje profesorsko mesto je postala University College London. Kasneje je bil tudi profesor prava na pravni fakulteti NYU Law Univerze v New Yorku in profesor filozofije na Univerzi New York. Prav tu je včasih poučeval skupaj s Thomasom Naglom. Dworkin je redno prispeval svoje filozofske članke za različne časopise. Posebno mesto za njegove kritike in komentarje o pravnem sistemu mu je namenil časopis The New York Review of Books, v katerem je Dworkin objavljal tudi nekatere izmed svojih najbolj znanih in pomembnih člankov. Prav zaradi velikega števila objavljenih člankov nekateri filozofi poudarjajo, da so njegova številna dela pravzaprav samo zborniki člankov, ki so bili že objavljeni v revijah in časopisih. Med vsemi deli je le ena monografija z naslovom Law's Empire. Tekom svoje kariere je imel kot gostujoči profesor številna predavanja na različnih univerzah, kjer ni bil redno zaposlen, na primer na Princetonu. Leta 2011, dve leti pred njegovo smrtjo, je sprejel profesuro na New College of Humanities, privatni univerzi v Londonu, kjer je poučeval do svoje smrti. Umrl je za posledicami levkemije 14. februarja 2013 pri starosti 81 let.

### Družina
Ko je delal za sodnika Handa, je Dworkin spoznal svojo bodočo ženo Betsy Ross. Betsy je bila hčerka uspešnega Newyorškega poslovneža. Kasneje je par dobil dvojčici Anthony in Jennifer. Ronald in Betsy sta bila poročena od leta 1958 do leta 2000, ko je Betsi umrla za rakom. Dworkin se je kasneje poročil z Irene Brendel, bivšo ženo pianista Alfreda Brendella.

## Razvoj Dworkinove misli
Dworkin je svoje teorije in mišljenje na temo teorije prava podajal več kakor štiri desetletja in v tem času svoje teorije izpopolnjeval, dopolnjeval, ni pa jih nikoli drastično spreminjal. V pregledu zgodovine njegovega ustvarjanja se da prepoznati vprašanja, h katerim se Dworkin nenehno vrača, odgovore, pri katerih skozi kariero še vedno vztraja in motive, ki jih je sčasoma opustil in na podlagi katerih lahko sklepamo, da so se njegove pravne teorije razvijale in spreminjale. Njegovo ustvarjalno pot pa vendarle lahko delimo na dve glavni obdobji ustvarjanja, ki jih ob predgledu Dworkinove literature strokovnjaki s tega področja lahko bolj ali manj jasno razmejijo. Prvo, zgodnejše obdobje se zaključi z objavo knjige Taking Rights Seriously, ki je hkrati tudi osrednje delo v tem obdobju in v katerem strne svoje takratne najpomembnejše teorije. Drugemu, njegovemu osrednjemu obdobju, ki je natopilo po letu 1977, pa daje ton knjiga Law's Empire. Prvo obdobje se osredotoči na sodniško odločanje v težkih primerih in kritiko diskrecije (prostega odločanja sodnikov) v takih primerih. Ponovno odkriva in opozarja na pravna vodila, ki so bila po njegovem mnenju do takrat zapostavljena. V drugem Dworkinovem obdobju se vprašanjem pozitivizma pridružita še ameriški pravni realizem in ekonomska analiza prava na eni strani ter teorija izvirnega namena na drugi.

### Filozofske teorije
Dworkina filozofska javnost uvršča na sredino med dve filozofski smeri, ki se med seboj v veliki meri izključujeta: teorija pozitivnega prava in teorija naravnega prava. Dworkin si je kot eden največjih filozofov zadal prav nalogo preseči napetost med tema dvema skrajnostima. Začel je oblikovati splošno teorijo prava, ki bi združila oba ideala. V središče svojega poskusa ni postavil zakonodajalca, temveč sodnika. Prepričan je bil namreč, da se pri sodniškem odločanju vlogi pravnega pozitivizma in naturalizmom zamenjata in na podlagi te teorije je dokazoval harmonijo med tema smerema. Kljub temu pa je bi Dworkin eden večjih kritikov pozitivizma, filozofske smeri, ki kot zanesljivo podlago spoznanja priznava le neposredno dano (pozitivno), predvsem dano v čutni zaznavi. Dworkin je teorijo pozitivizma, ki jo je v osnovi zasnoval že August Comte, v večji meri zavračal. Kritiziral je tudi pravni pozitivizem svojega mentorja in kasneje prijatelja H.L.A. Harta, kar je predstavil v eni svojih najbolj znanih knjig Law's Empire. poudarja, da so moralna načela ljudi pogosto tudi napačna, saj so v določenih primerih nekatera kazniva dejanja sprejemljiva. Sodišča pogosto priredijo interpretacijo zakonov, tako da kar najbolje upravičijo svojo odločitev. Dworkin poudarja, da bi morale biti vse interpretacije zakona skladne in da bi moral sodnik v vsaki kontroverzni situaciji rešitev najti opirajoč se na zakone. Ti naj bi po Dworkinovem mnenju s pravilno interpretacijo dali samo eno možno in pravilno rešitev, ki bo hkrati tudi edina moralno pravilna in bo tako združevala pravni pozitivizem in naturalizem.

### Moralno branje ustave
Ronald Dworkin je bil ozačen za enega največjih zagovornikov združljivosti presoje ustavnosti z načeli demokracije. Bil je dolgoletni zagovornik načela moralnega branja ustave. Dokaze, ki kažejo v njegovo korist in podpirajo njegovo teorijo, je našel v po njegovem mnenju močni povezavi med moralnim branjem ustave in okrepljeno verzijo presoje ustavnosti v zvezni vladi.

### Teorija enakosti
Dworkin je v dveh člankih in v knjigi z naslovom Souvereign Virtue zagovarjal teorijo, ki jo je poimenoval enakost virov in ki vključuje dve teoriji: prvič, ljudje smo odgovorni za življenjske odločitve, ki jih sprejemamo. Druga predpostavka pa je, da naravne danosti kot sta inteligenca in talent ne bi smele vplivati na razporeditev virov in bogastva v družbi. Kot že veliko Dworkinovih razprav je tudi ta zasnovana na njegovem prepričanju, da je vsak človek upravičen do enake obravnave in položaja v družbi.

### Pozitivna in negativna svoboda
V njegovem eseju Do values conflict? A Hedgehogs approach Dworkin navaja, da ni nujno, da si vrednoti svobode in enakosti  nasprotujeta. Kritizira idejo, zasnove svobode in predlaga novo, bolj dinamično obliko svobode, ki jo pojasni s tem, da človek ne more reči, da je bila njegova svoboda kršena, če mu je bil preprečen npr. umor. Torej lahko rečemo, da svoboda ne more biti kršena, dokler ni storjenega nič hudega, kar bi komu škodovalo. Kot v francoski revoluciji navaja, da pomeni svoboda delati kar hočemo, dokler s tem ne kršimo pravic drugih ljudi.

## Najpomembnejša dela

### Taking Rights Seriously
Taking Rights Seriously je knjiga, ki je izšla leta 1977 in v kateri je zbranih 13 razprav, ki jih je napisal Dworkin in sicer dve novi ter enajst že objavljenih. Nekatere razprave so namenjene strokovnjakom na področju pravne filozofije, nekaj razprav pa je namenjenih tudi širši javnosti in prav te so bile predhodno objavljene predvsem v časopisu The New York Review of Books. V člankih, ki stojijo sami zase in jih je mogoče brati ločeno Dworkin kritizira pravni pozitivizem in njegovega zagovornika H.L.A. Harta. Prav tako izrazi svoje nasprotovanje utilitarizmu, filozofskemu nazoru, po katerem je osnova in merilo človekovega delovanja in moralnega vrednotenja njegova lastna korist. V razpravah poudari, da pravice posameznika v razmerju do države obstajajo tudi izven že zapisanih zakonov in da je pravica posameznika pomembnejša od kakršnih koli interesov večine.

### Law's Empire
Law's Empire, knjiga, ki je izšla leta 1986, je Dworkinovo najbolj znano in tudi najbolj citirano delo. V knjigi je razvil teorijo »Zakon kot integriteta« (Law as integrity) kjer navaja, da je dolžnost sodnikov, da sodne primere razsojajo na način, s katerim bodo interpretacije zakonov bolj skladne in med seboj podobne. Rezultat tega bo po mnenju Dworkina samo ena razsodba, ki se bo širši javnosti zdela moralno upravičena in pravilna, tako da ne bo več polemik o krivdi obsojenca in regularnosti sodbe. V knjigi je poudaril, da je ameriška družba usmerjena k postavki, da zakon obstaja ne samo zato, da bi zagotovil pravične sodne postopke in vnaprej predvidene rezultate sojenj, ampak, kot je zapisano tudi v Ustavi ZDA, predvsem zato, da ima družba koristi od napisanih zakonov. Sodniki so tisti, ki bi morali po Dworkinovem mnenju spodbujati in z njihovimi razsodbami dokazovati enakost med državljani, ki je prav tako zapisana v ameriški ustavi. Skupnost bi bila s tem bolj povezana, saj bi ljudje videli, da pravna država deluje pravilno in moralno nesporno. S tem bi ljudstvo začelo bolj zaupati v politiko in ljudi, ki vodijo državo.

### Ostala dela
- The Philosophy of Law (Oxford Readings in Philosophy). Ed. New York: Oxford University Press, 1977.
- A Matter of Principle. Cambridge, MA: Harvard University Press, 1985.
- Philosophical Issues in Senile Dementia. Washington, DC: U.S. Government Printing Office, 1987.
- A Bill of Rights for Britain. Ann Arbor, MI: University of Michigan Press, 1990.
- Life's Dominion: An Argument About Abortion, Euthanasia, and Individual Freedom. New York: Alfred A. Knopf, 1993.
- Freedom's Law: The Moral Reading of the American Constitution. Cambridge, MA: Harvard University Press, 1996.
- Sovereign Virtue: The Theory and Practice of Equality. Cambridge, MA: Harvard University Press, 2000.
- A Badly Flawed Election: Debating Bush v. Gore, the Supreme Court, and American Democracy. Ed. New York: New Press, 2002.
- From Liberal Values to Democratic Transition: Essays in Honor of Janos Kis. Ed. Budapest: Central European University Press, 2004.
- Justice in Robes. Cambridge, MA: Harvard University Press, 2006.
- Is Democracy Possible Here? Principles for a New Political Debate. Princeton, NJ: Princeton University Press, 2006.
- The Supreme Court Phalanx: The Court's New Right-Wing Bloc. New York: New York Review Books, 2008.
- Justice for Hedgehogs. Cambridge, MA: Harvard University Press, 2011.
- Religion Without God. Cambridge, MA: Harvard University Press, 2013.

## Nagrade
Leta 2007 je Dworkin prejel nagrado Holberg International Memorial Prize za svojo teorijo prava, ker je v njej uspel povezati prej dve neusklajeni si stvari, zakon in moralo. Leta 2006 ga je študentska pravna revija univerze New York Annual Survey nagradila s posvetilom na straneh svoje revije. Prav tako ga je leta 2006 pravni raziskovalni inštitut Mehiške univerze počastil z mednarodno nagrado za pravne raziskave Dr. Héctor Fix-Zamudio. Dworkin je v svoji karieri prejel veliko število častnih doktoratov različnih univerz širom sveta. Leta 2000 mu je podelila častni doktorat Univerza Pensilvanija. Prav tako je prejel častni doktorat leta 2009 in sicer od Harvardske univerze in častni doktorat Univerze v Buenos Airesu, za njegovo neomajno prizadevanje za ščitenje zakona, demokracije in človekovih pravic. Novembra leta 2012 je prejel nagrado Balzan, ki mu jo je v Rimu podelil italijanski predsednik. Bil je tudi častni član Queens Counsel, skupine elitnih pravnih strokovnjakov njenega Veličanstva, ki imajo na sojenjih, na katerih prisostvujejo, pravico sedeti znotraj delovnega prostora v sodni dvorani, v tako imenovanem “prostoru za ograjo”.